# Tomentella spinosispora
Tomentella spinosispora är en svampart som beskrevs av Cížek 2004. Tomentella spinosispora ingår i släktet Tomentella och familjen Thelephoraceae.   Inga underarter finns listade i Catalogue of Life.